# Juan Avendaño
Juan Bautista Avendaño Iglesias (Luanco, Asturias, 29 de enero de 1961) es un exjugador profesional de tenis de España, mejor recordado por ser capitán del Equipo de Copa Davis de España junto con Jordi Arrese y Josep Perlas, cuando España ganó su segundo título de Copa Davis en Copa Davis 2004. Actualmente es director técnico de la Federación de Tenis de Madrid.
Su hijo Miguel Avendaño Cadena es también tenista, y compite con el equipo universitario de los Louisville Cardinals en la NCAA.

## Trayectoria profesional
Con trece años fichó por el Real Club de Tenis de Avilés, formándose en su Escuela de Tenis. Fue becado en Barcelona, en la Residencia Joaquín Blume. En 1977 fue considerado uno de los cinco mejores juniors de España, siendo seleccionado para competir en la Copa de Europa Júnior de Invierno, donde ganó todos los partidos que jugó. Aumentó su cotización y fama, y la Federación Española lo seleccionó, junto a Gabriel Urpi y Pagola, para representar a España durante tres meses en América, quedando subcampeón individual en la Banana Bowl. Por equipos, ganaron en Río de Janeiro. En 1978 se consagró. En junio fue subcampeón del Gran Prix Júnior de la Federación Internacional, llamado Trofeo de La Manzana, Apple Bowl. Venció a Margets, Hidalgo y Urpi, y perdió la final ante el sueco Per Hjerquist. En agosto fue seleccionado para participar en la Copa Valerio, ganando todos los encuentros individuales. Su mayor éxito lo obtuvo al vencer en el Torneo más importante para equipos nacionales juniors, la Sunshine Cup, en diciembre de 1978, ganando la final a Estados Unidos y después de eliminar a Pakistán, Suiza, Suecia y Brasil. En 1979 representó a España en los Torneos Internacionales de Italia, celebrados en Roma, Roland Garros, Apple Bowl, Wimbledon, Toronto, etc.